# Ikerasak
Ikerasak nebo Ikerasaq je osada v Grónsku v kraji Avannaata. V roce 2017 tu žilo 229 obyvatel. Název města je sporný, byly návrhy na přejmenování oficiálního názvu na Ikerasaq (název Ikerasak je některými obyvateli považován za zastaralý), ty však nebyly přijaty.

## Geografie
Ikerasak se nachází na ostrově Ikerasaap Qeqertaa (zkráceně Ikerasak, znamená "ostrov Ikerasaku"), asi 45 km od Uummannaqu. Ostrov se nachází v Umanackém fjordu, asi 8 km širokém fjordu oddělujícím ostrov od poloostrova Nuussuaq.

## Doprava
Air Greenland organizuje lety z heliportu Ikerasak do Saattutu a Uummannaqu.

## Počet obyvatel
Počet obyvatel Ikerasaku byl v posledních letech stabilní, v několika posledních letech však klesal.